# 三佛寺 (日本)

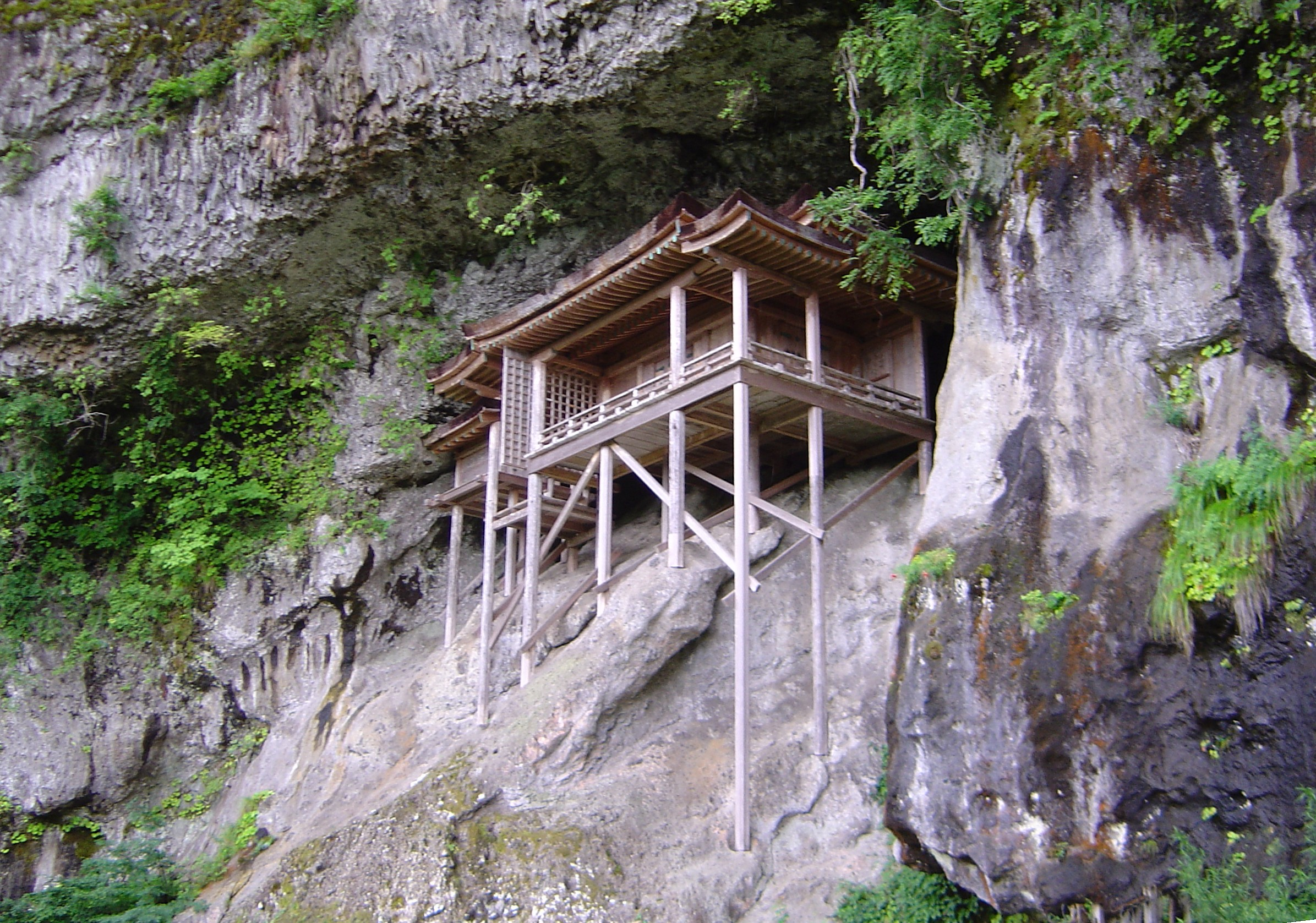
三佛寺

三佛寺（日语：／）是一座天台宗佛教寺庙，该寺位于日本鳥取縣東伯郡三朝町，建于慶雲3年（706年），在嘉祥2年（849年），由慈覺大師圓仁放置釋迦如來、阿彌陀如來及大日如來三座佛像進入寺廟裡面，所以「三佛寺」故名。山號由三德山而得名。
该寺位于鳥取縣海拔900米高的三德山中部，是一棟山神廟。与中國山西省恆山上面的懸空寺差不多，都是建在懸崖邊的建築。三德山在昭和9年（1934年）7月7日被定为國家名勝古跡。